# Barbus baudoni
Barbus baudoni е вид лъчеперка от семейство Шаранови (Cyprinidae). Видът не е застрашен от изчезване.

## Разпространение и местообитание
Разпространен е в Бенин, Буркина Фасо, Гана, Гвинея, Демократична република Конго, Камерун, Кот д'Ивоар, Мали, Нигерия, Того, Централноафриканска република и Чад.
Обитава сладководни басейни и реки.

## Описание
На дължина достигат до 3,3 cm.